# Gams SG
Gams ist eine politische Gemeinde und eine Ortschaft in der Region und im Wahlkreis Werdenberg im Kanton St. Gallen, Schweiz.

## Geographie

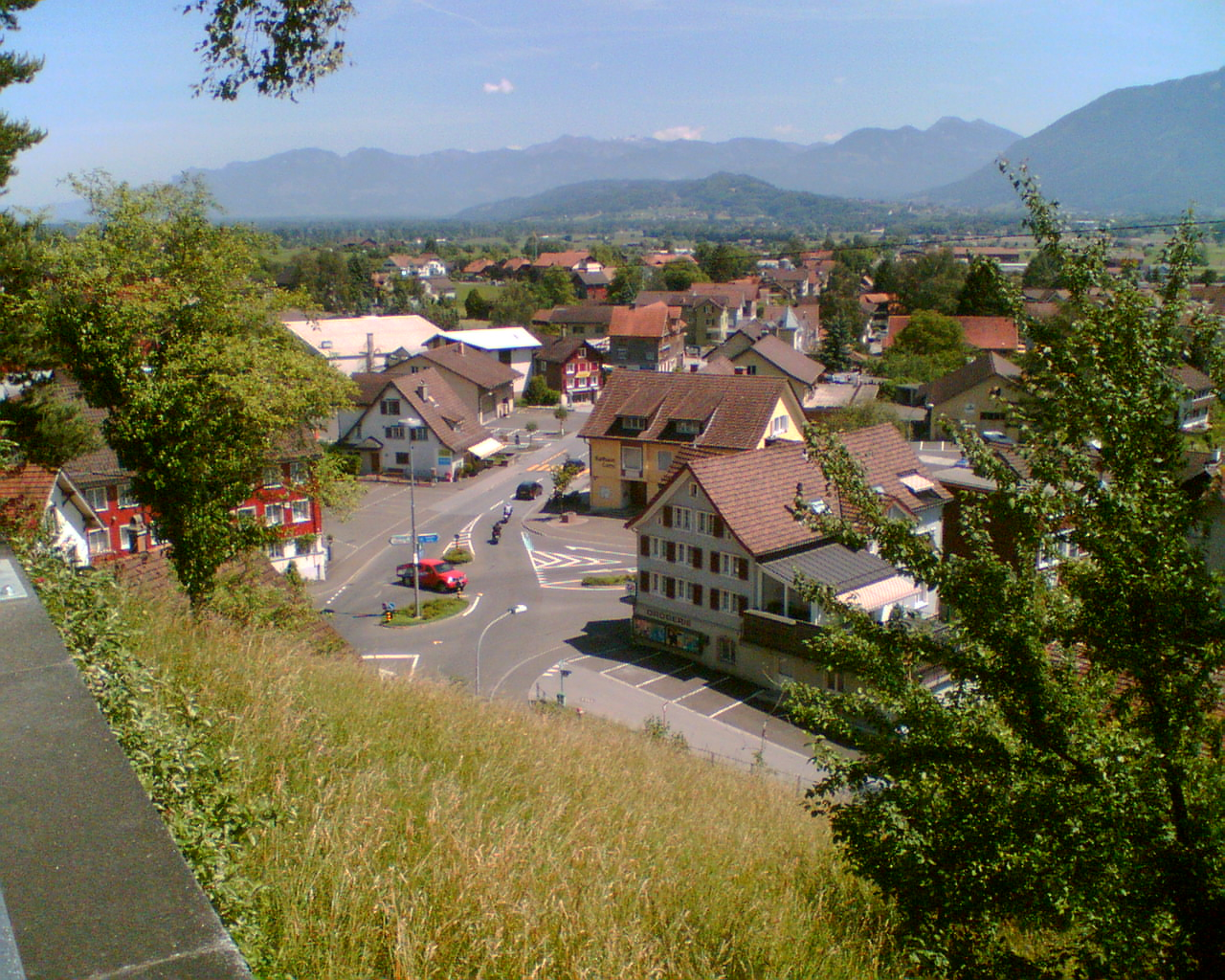
Blick vom Michaelsberg auf das Dorfzentrum

Gams liegt im Rheintal an der Hauptstrasse 16 vor der Passstrasse nach Wildhaus, am Fusse des Alpsteins, auf 478 Metern über Meer.
Gams befindet sich am westlichen Rand der Rheintalebene, die sich hier in ihrer grössten Breite ausdehnt. Die Gemeinde umfasst neben dem Dorf Gams den Gamserberg mit seiner Streusiedlung sowie Gasenzen.
Das Gemeindegebiet erstreckt sich vom Brennersfeld mit 440 Metern Meereshöhe bis zum Gipfel des Mutschen auf 2122 Metern. Es umfasst 22,26 Quadratkilometer, die sich auf Felder und Wiesen in der Ebene des Rheintals, Wälder und Wiesland an den Abhängen über dem Dorf und eine alpine Zone mit verschiedenen Alpen und Berggipfeln verteilen.

## Geschichte
Erste Siedlungsspuren konnten im Martinsacker gefunden werden. Die prähistorischen Beile wurden wohl als bronzezeitliches Waffendepot dort abgelegt und dürften aus der Zeit um 2000 vor Christus stammen.
In einer Schenkungsurkunde aus dem Jahr 835 nach Christus wird der Ortsname, damals noch als Campesias, erstmals erwähnt. Mit dieser Urkunde vermachten Berengar und seine Gattin Imma ihren Besitz dem Kloster St. Gallen.
Gams beherrschte den östlichen Zugang ins Toggenburg sowie den Saumpfad über die Saxerlücke nach Appenzell und St. Gallen. Es lag an der wichtigen linksrheinischen Verkehrsroute Chur–Sargans–Bodensee und war Etappenort der Pilgerwege nach Einsiedeln und Rankweil. Bis ins Spätmittelalter war Gams rätoromanisch.
Im 10. Jahrhundert werden Güter des Klosters Einsiedeln, 1210 der Freiherren von Sax und des Prämonstratenserklosters Churwalden erwähnt. Im 13. Jahrhundert gelangte Gams in den Besitz der Freiherren von Sax und bildete nach der Erbteilung von 1360 eine eigene Herrschaft. 1393 erfolgte der Verkauf an die Herzöge von Österreich, die 1413 Kaspar von Bonstetten, der durch Heirat mit der Familie von Sax verwandt war, belehnten. Im Alten Zürichkrieg kam es in Gams 1446 zu einem blutigen Gefecht, als Appenzeller und Toggenburger von österreichischen Truppen zurückgeschlagen wurden.
Darauf zerstörten die Appenzeller die Burg Hohensax und die Vorburg Frischenberg, gaben sie dann aber 1461 bis 1463 auf Drängen der Eidgenossen den Bonstetten zurück. 1496 verkauften diese die Herrschaft Gams an die Herren von Werdenberg. 1497 gelangte Gams auf Drängen der Gamser durch Verkauf an Schwyz und Glarus, die das nunmehrige Amt Gams unter Wahrung verbriefter Sonderrechte ihrer Vogtei Gaster unterstellten. Im Schwabenkrieg 1499 wurde Gams niedergebrannt. 1798 kam die Herrschaft zum helvetischen Kanton Linth. 1802 bildete Gams für kurze Zeit einen autonomen Freistaat, die sogenannte Republik Gams. 1803 wurde Gams dem Distrikt Sargans des neuen Kantons St. Gallen, 1831 dem Bezirk Werdenberg zugeteilt.

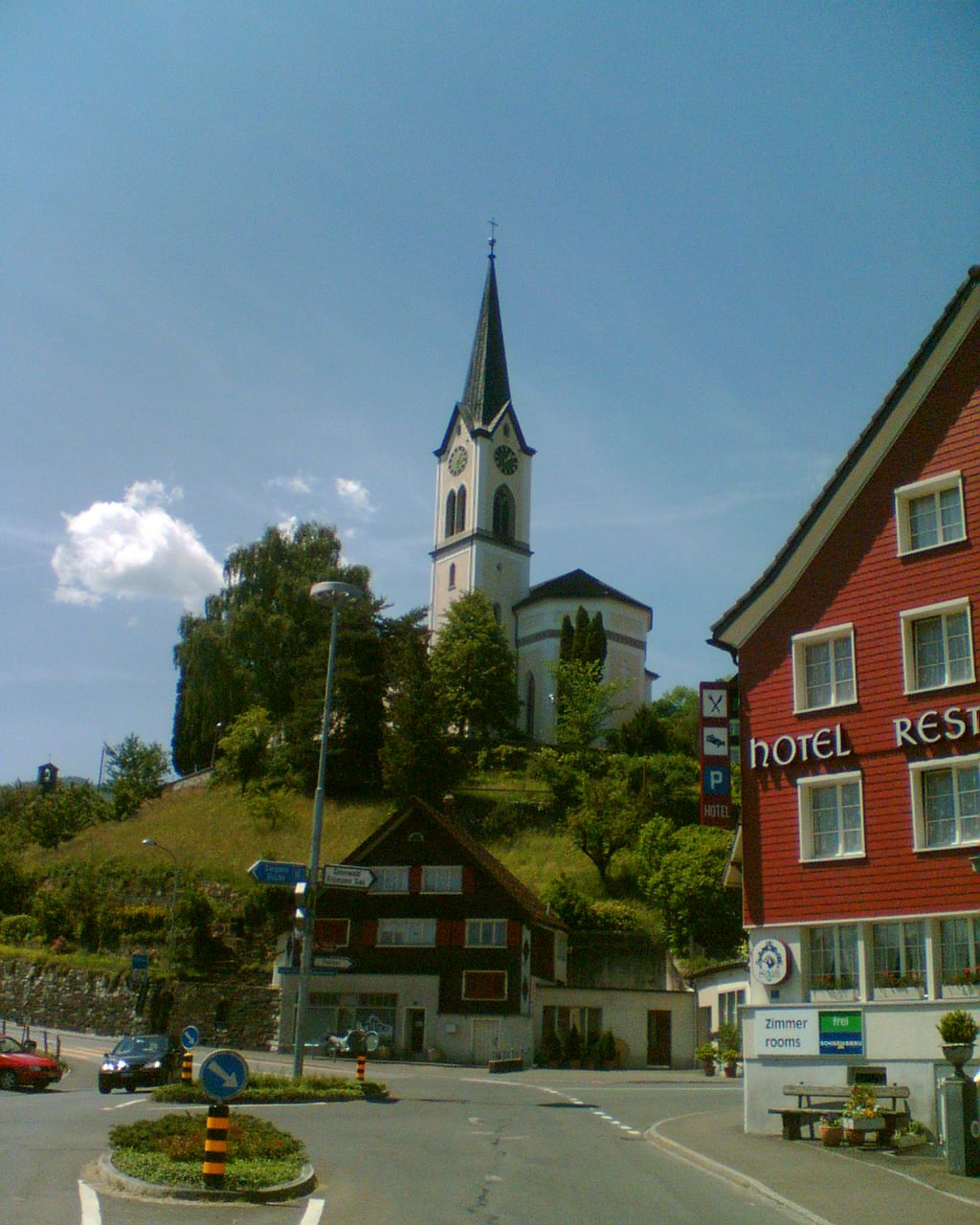
Katholische Kirche St. Michael

Eine Kirche ist in Gams 835 bezeugt, 979 wird die Pfarrkirche St. Sebastian erstmals erwähnt, die später dem heiligen Michael geweiht wurde. 1868 fand die Einweihung der neu errichteten Michaelskirche statt. Der Pfarrsprengel reichte ursprünglich über das Simmitobel hinauf ins oberste Toggenburg; bis 1484 gehörten auch die Wildhauser zur Gamser Pfarrei, die ihrerseits bis 1823 dem Bistum Chur unterstand und dann zum Bistum St. Gallen kam. Unter der Herrschaft von Schwyz und Glarus blieb Gams eine katholische Enklave. Noch 2000 zählte Gams mit einem 63 %-Anteil eine katholische Mehrheit im damaligen grösstenteils reformierten Bezirk.

Gams im Jahr 1964

Ende des 19. Jahrhunderts veränderte die als Heimarbeit betriebene Stickerei die zuvor von Rindvieh- und Pferdezucht, Alpwirtschaft und Ackerbau geprägte Wirtschaft. Die Strasse nach Wildhaus, 1829–1833 erbaut, und der Bahnhof Haag-Gams an der Bahnlinie Rorschach–Chur brachten einen bescheidenen Aufschwung. Der Niedergang der Stickerei in den 1920er-Jahren und der sogenannte Gamser Bankenkrach 1936/37 trafen die Gemeinde schwer und brachten eine Rückbesinnung auf die Landwirtschaft. Die Verbauungen und Korrekturen der Wildbäche ab 1900 und die Gesamtmelioration 1957 bis 1978 brachten einen Zuwachs an Wies- und Ackerland und ermöglichten eine rationelle Bewirtschaftung. Gams ist mit Viehzucht, Milchwirtschaft, Tafelobstanbau stark agrarisch geprägt. Die Käserei gehört mit jährlich etwa 300 t zu den bedeutendsten Emmentaler-Produktionsstätten der Schweiz. Die Forst- und Alpwirtschaft besitzen noch eine grosse Bedeutung. Die Industrialisierung erfolgte nur zaghaft. Neben einheimischem Gewerbe nahm 1953 die August Häussermann GmbH (seit 1996 Ortlinghaus AG) die Produktion von Lamellen und Kupplungen auf, und 1971 eröffnete die Contraves AG (seit 1991 Multi-Board Electronic AG) ihren Gamser Zweigbetrieb für die Fabrikation von gedruckten Schaltungen.

## Bevölkerung
| Jahr      | 1800  | 1850  | 1900  | 1950  | 1970  | 2000  | 2010  | 2019  |
| Einwohner | 1043  | 1783  | 2156  | 2025  | 2219  | 2867  | 3104  | 3550  |
| Quelle    | [ 5 ] | [ 5 ] | [ 5 ] | [ 5 ] | [ 5 ] | [ 5 ] | [ 7 ] | [ 7 ] |

## Sehenswürdigkeiten

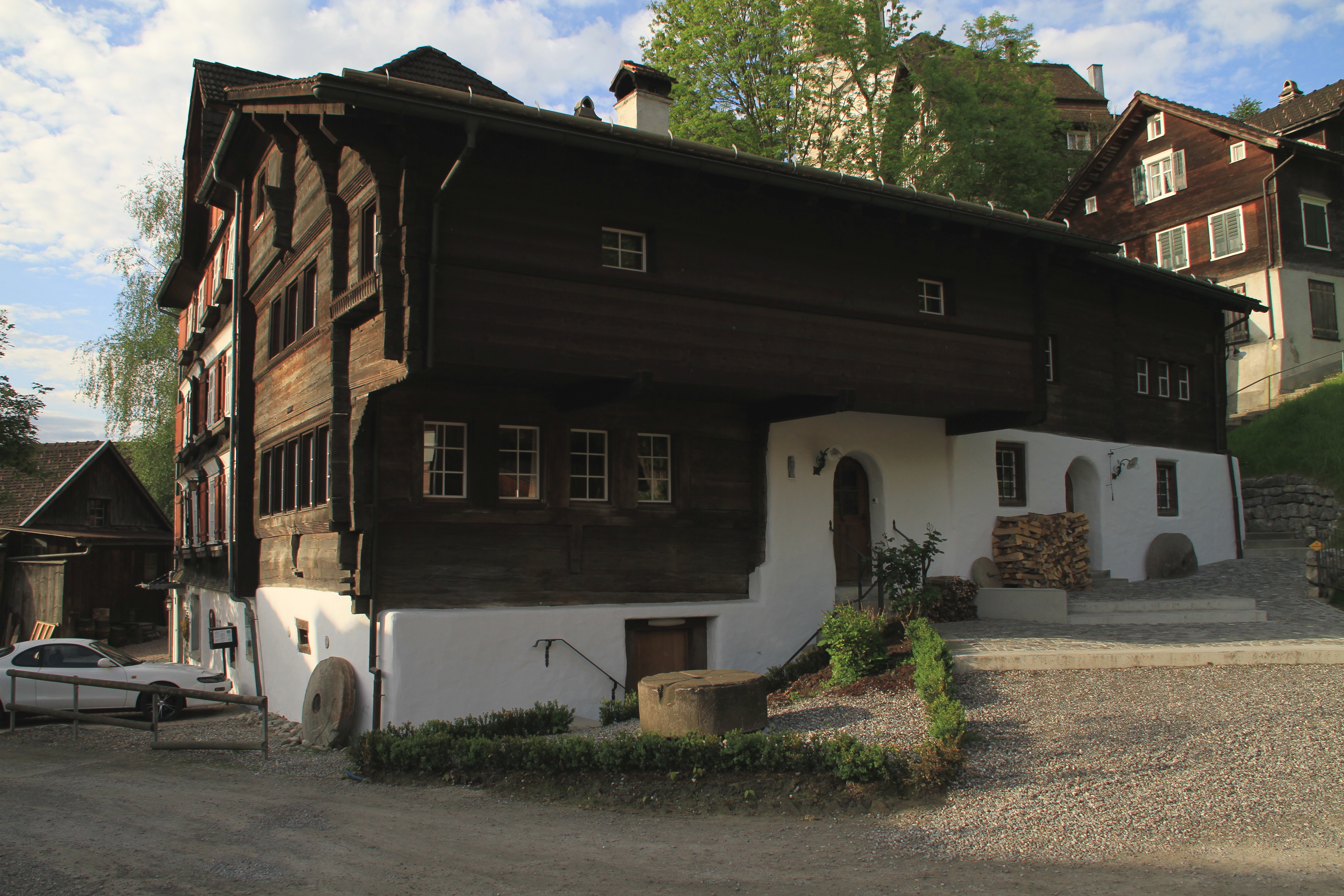
Alte Mühle

Sehenswert in Gams sind unter anderem die Alte Mühle, die Pfarrkirche St. Michael, die Kapelle Gasenzen sowie die Burg Hohensax in der Nachbargemeinde Sennwald.

## Persönlichkeiten
- Hermann Odermatt (1888–1964), Journalist, langjähriger Chefredaktor der Neuen Zürcher Nachrichten
- Josef Haselbach (1936–2002), Komponist und Organist
- Markus Dürr (* 1947), Tiermediziner und Politiker, Regierungsrat des Kantons Luzern
- Johannes Binotto (* 1977), Kultur- und Medienwissenschaftler
- Jonas Lenherr (* 1989), Freestyle-Skier